# Homalocantha lamberti
Homalocantha lamberti is een slakkensoort uit de familie van de Muricidae. De wetenschappelijke naam van de soort is voor het eerst geldig gepubliceerd in 1883 door Poirier.